# Záplavy a sesuvy půdy v Brazílii v lednu 2011

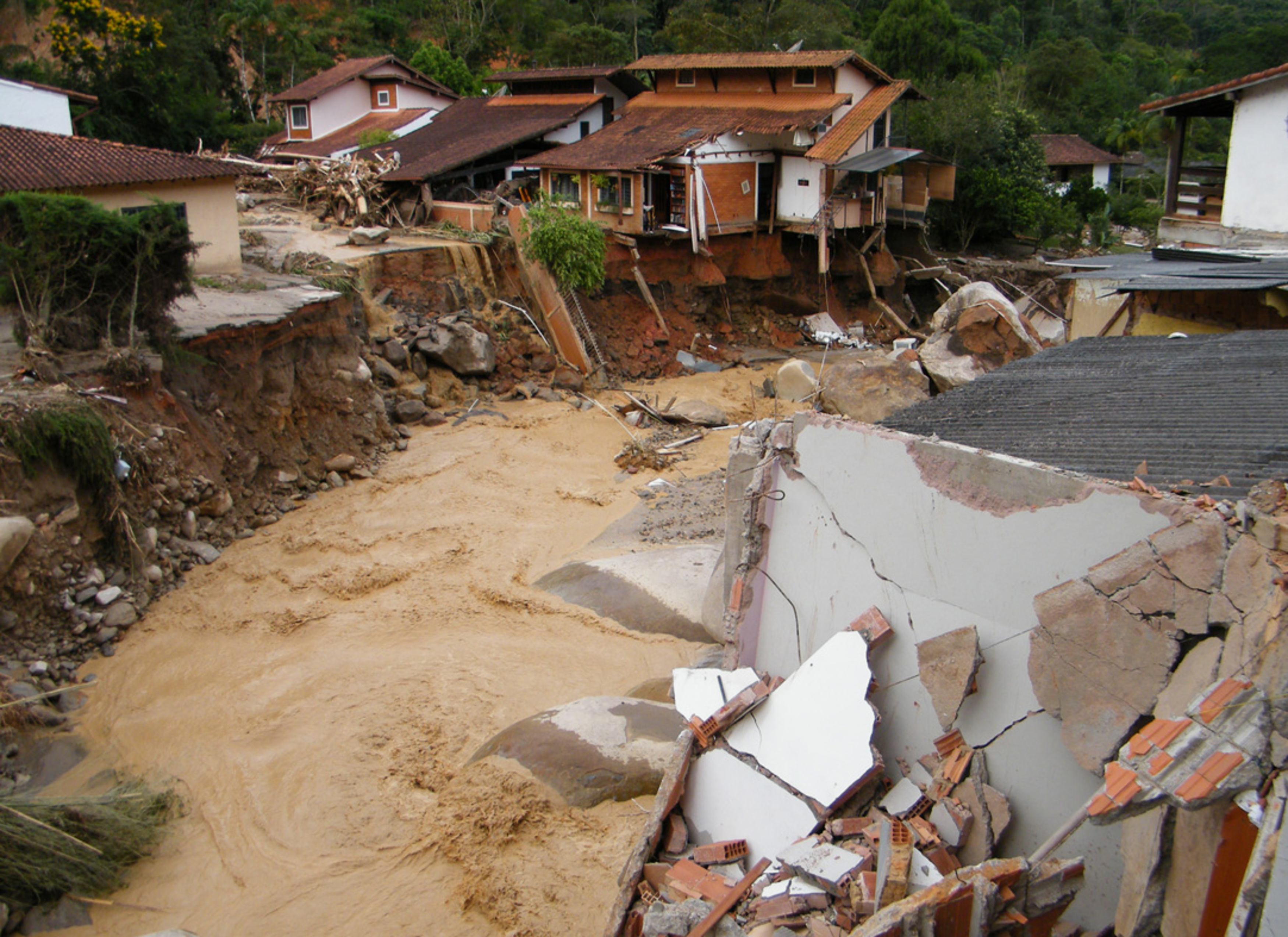
Teresópolis

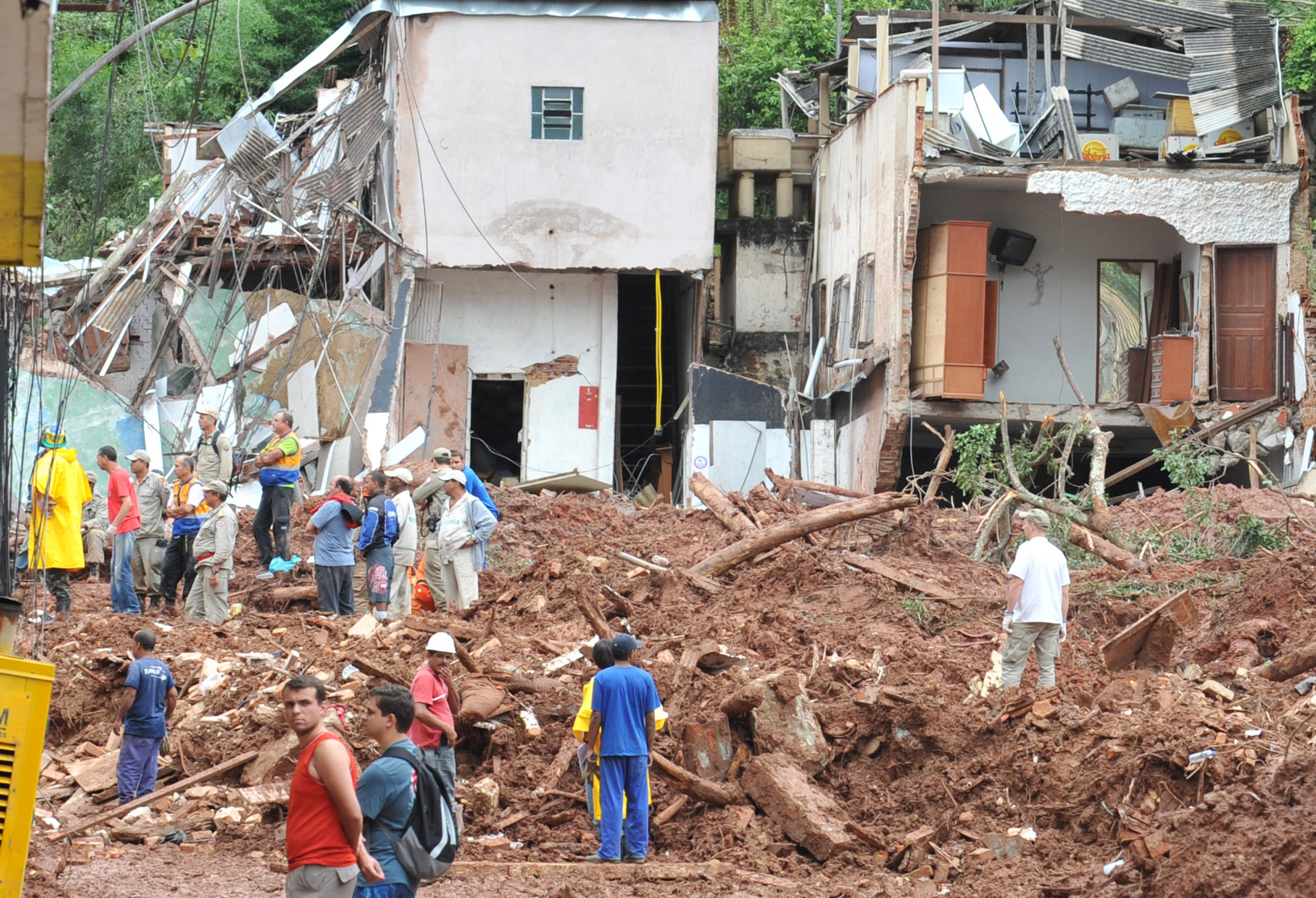
Nova Friburgo

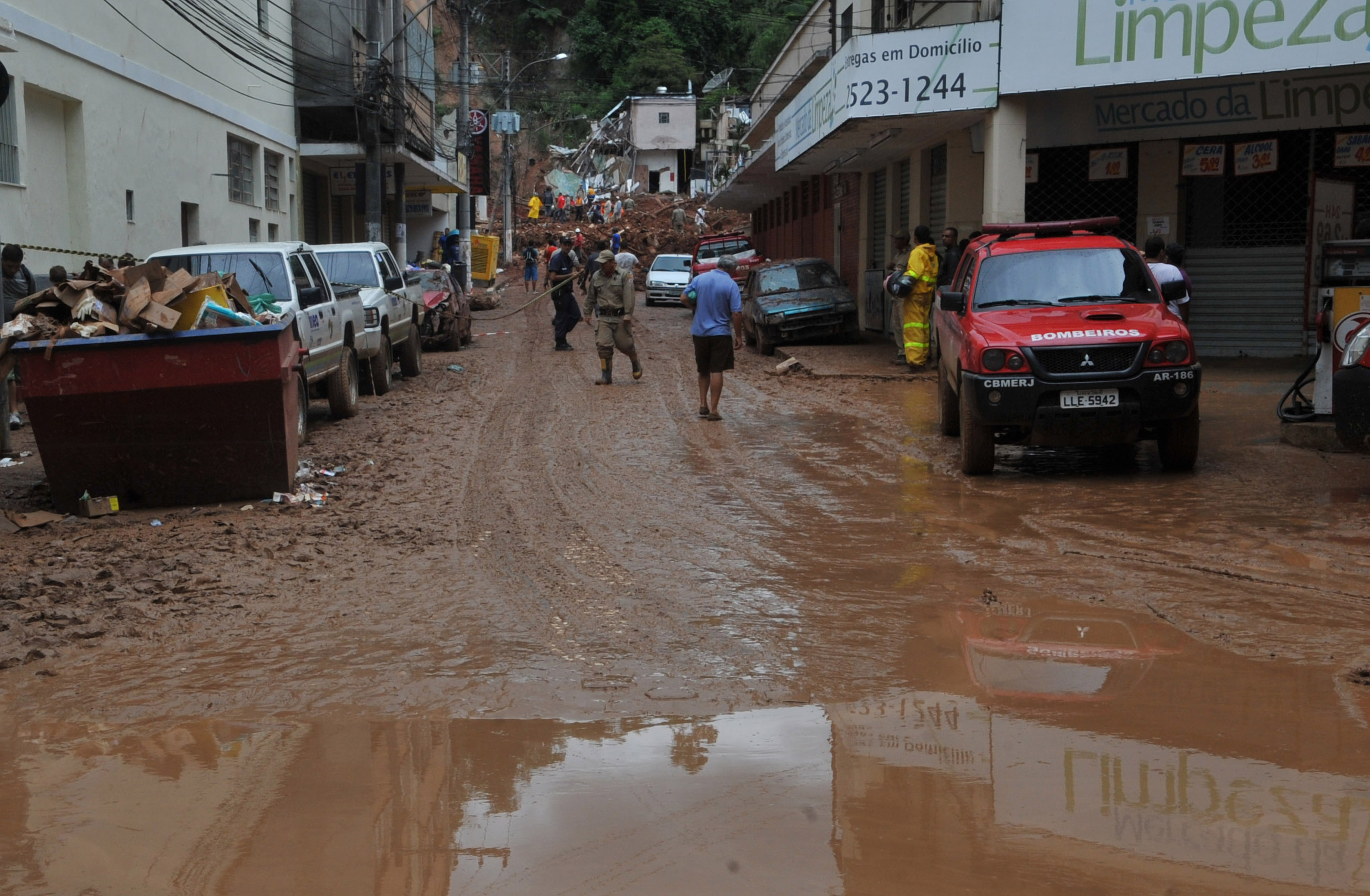
Nova Friburgo

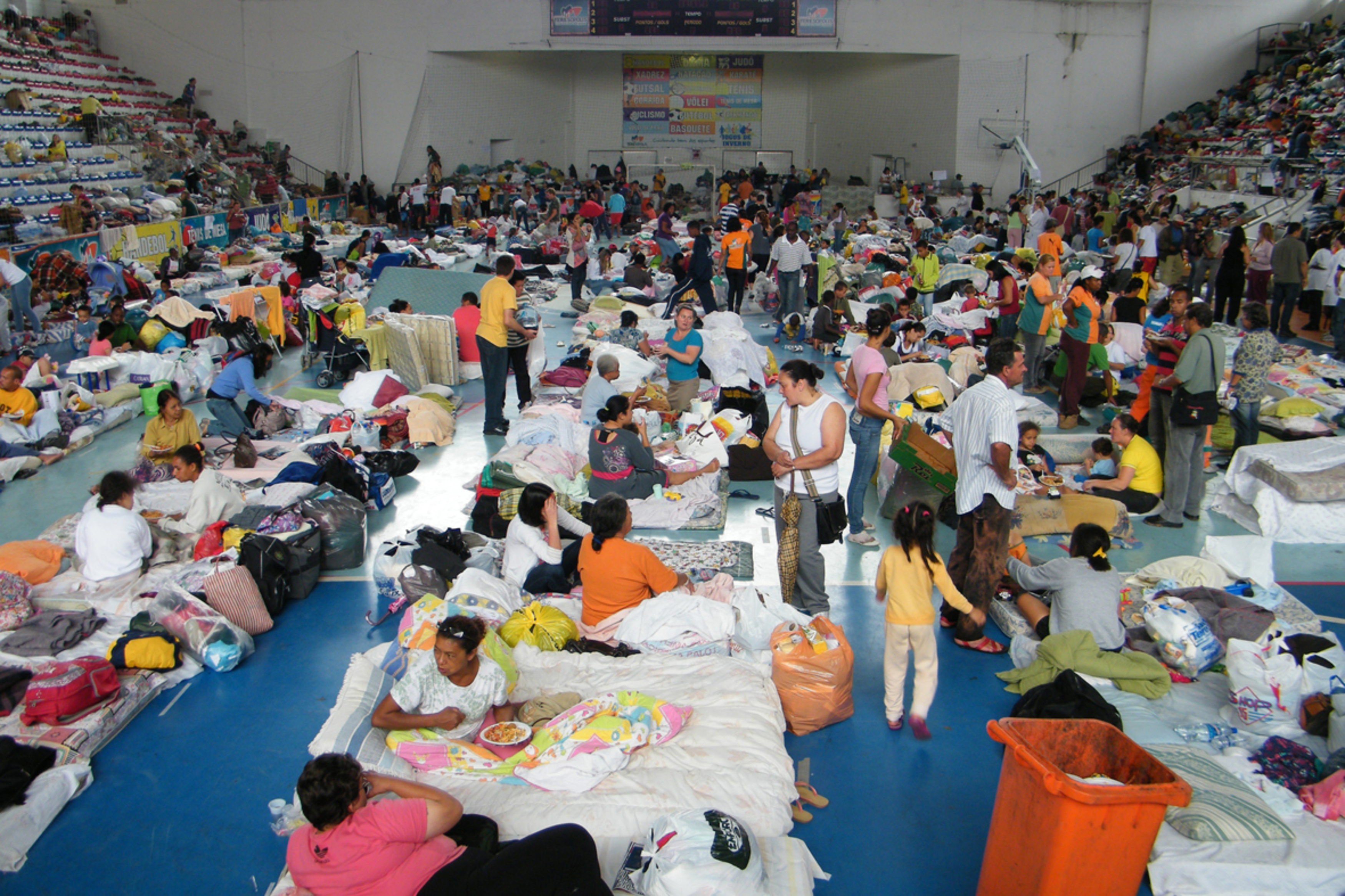
Dočasné ubytování (Teresópolis)

Záplavy a sesuvy půdy v Brazílii v lednu 2011 postihly brazilský stát Rio de Janeiro a jsou považovány za jednu z nejhorších přírodních katastrof v dějinách Brazílie. Zahynulo celkem 905 osob včetně starosty města Nova Friburgo a tisíce lidí zůstaly bez domova.

## Následky
K povodním a sesuvům půdy došlo na několika místech v hornaté části státu Rio de Janeiro zhruba v polovině ledna roku 2011. Nejvíce postižena byla města Nova Friburgo (391 úmrtí), Teresópolis (327 úmrtí), Petrópolis (66 úmrtí) a obec Sumidouro (22 úmrtí). Města i obec leží v horské oblasti v okolí národního parku Serra dos Órgãos. Tuto oblast často navštěvují turisté vzhledem k množství historických památek a mírným teplotám. Mnoho staveb je zde přímo vystaveno nebezpečí sesuvů půdy kvůli svažitému terénu. Katastrofa způsobila rozsáhlé škody na majetku a oblast zůstala bez elektřiny a pitné vody. Největší škody napáchala řeka Santo António. Některá místa byla v důsledku katastrofy odříznuta od světa. Dne 16. ledna nalezli požárníci tělo starosty města Nova Friburgo na jeho rodinné farmě. Dne 28. ledna bylo oznámeno 10 prokázaných případů nebezpečné leptospirózy v zasažené oblasti.

## Pozadí
Národní ústav pro meteorologii předpověděl bouřky, které měly zasáhnout hornatou oblast státu Rio de Janeiro. Dne 11. ledna odpoledne ústav vydal zvláštní varování, které obdržela i města Nova Friburgo, Teresópolis a Petrópolis. Představitelé samosprávy později uvedli, že nebyl čas na provedení nezbytných opatření pro odvrácení tragédie. Ve dnech 11. ledna a 12. ledna roku 2011 napadlo více srážek, než bývá v této oblasti obvyklé za celý měsíc. Následovaly záplavy na mnoha místech regionu.

## Domácí pomoc
Brazilská prezidentka Dilma Rousseffová oznámila uvolnění částky 466 mil. USD pro postižené oblasti. Úřadující guvernér Luis Fernando Big Foot poslal posily do postižené oblasti a požádal o naléhavou federální pomoc. Záchranné práce byly řízeny orgány územních samosprávných celků, které rovněž poskytly přístřeší a vybavení pro lidi bez domova. Brazilské námořnictvo a zemská vláda nechala postavit polní nemocnice na pomoc obětem. Týmy pracovníků měly již zkušenosti s povodněmi, které postihly Brazílii roku 2010.

## Mezinárodní reakce
Předseda vlády Španělska, José Luis Rodríguez Zapatero, vyjádřil soustrast nad tragédií vyvolanou bouří a nabídl pomoc od španělské vlády.
Ministerstvo zahraničních věcí Argentiny vyslovilo solidaritu vládě a lidu Brazílie a nabídlo okamžitou pomoc.
Prezident Mexika Felipe Calderón vyslovil soustrast rodinám obětí a podporu a solidaritu v této bolestné chvíli.
Prezident Portugalska Aníbal Cavaco Silva zaslal brazilské prezidentce hlubokou soustrast a vyjádřil solidaritu s lidem Brazílie.
Ministr zahraničí Austrálie Kevin Rudd vyjádřil sympatie a solidaritu s Brazílií.